# Petropilla (rejon kupiański)
Petropilla (ukr. Петропілля) – wieś na Ukrainie, w obwodzie charkowskim, w rejonie kupiańskim. W 2001 liczyła 355 mieszkańców, spośród których 341 posługiwało się językiem ukraińskim, 12 rosyjskim, 1 mołdawskim, a 1 białoruskim.